# カナビキボク科
カナビキボク科 (カナビキボクか、Opiliaceae) は被子植物の科のひとつで、寄生性の高木あるいは低木、10-12属80種が含まれる。

## 形態・分布
中米、南米とマダガスカル、インドからマレーシア、ニューギニア島、オーストラリアに分布する。日本には自生種はない。

## 分類
APG植物分類体系、クロンキスト体系、新エングラー体系いずれもビャクダン目に所属させる。
APG体系ではビャクダン科と姉妹群にあるとする。
- 被子植物 Angiosperm
  - 真正双子葉類 Eudicots
    - コア真正双子葉類 Core eudicots
      - ビャクダン目 Santalales
        - カナビキボク科 Opiliaceae

### 属
10属を認める場合の例を示す。
Agonandra, Cansjera, Champereia, Gjellerupia, Lepionurus, Melientha, Opilia, Pentarhopalopilia, Rhopalopilia, Urobotrya